# Furios și iute
The Fast and the Furious este un film  de acțiune din 2001 având la bază cursele ilegale, este primul din seria The Fast and The Furious. Este regizat de Rob Cohen.

## Distribuție
- Paul Walker - Brian O'Conner
- Vin Diesel - Dominic Toretto - fost pușcăriaș, acum șofer de curse de stradă
- Michelle Rodriguez - Leticia Ortiz
- Jordana Brewster - Mia Toretto
- Rick Yune - Johnny Tran
- Chad Lindberg - Jesse
- Johnny Strong - Leon
- Matt Schulze - Vince
- Ted Levine - Tanner
- Ja Rule - Edwin
- Vyto Ruginis - Harry
- Thom Barry - Bilkins
- Stanton Rutledge - Muse
- Noel Guglielmi - Hector
- RJ De Vera - Danny Yamato
- Beau Holden - Ted Gassner
- Reggie Lee - Lance Nguyen
- Neal H. Moritz - Pilot de Ferrari